# Valknut

Valknut.

El valknut (del nórdico antiguo valr, 'guerrero difunto' y knut, 'nudo' o val, muerto y knut, nudo), llamado también nudo de la muerte, es un símbolo compuesto por tres triángulos entrelazados que aparecen en varios objetos y grabados de la cultura nórdica. Existen varias teorías sobre su origen y significado.

El nombre valknut no obstante es de reciente invención para describir el símbolo; no fue un calificativo contemporáneo en la época de uso y ha sido comparado con el símbolo de los tres cuernos (Odrerir) descubierto en una piedra rúnica de Snoldelev del siglo IX. 

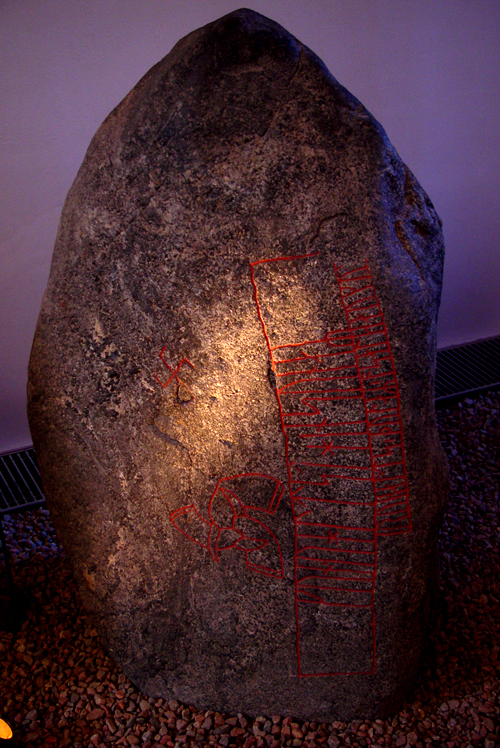
Piedra de Snoldelev una de las piedras rúnicas más antiguas en Dinamarca.

Algunos eruditos teorizan que los nueve ángulos del Valknut representan los nueve mundos de la cosmología nórdica; cada triángulo representaría una vinculación entre los mundos: el primer triángulo uniría Asgard, Vanaheim y Jötunheim; el segundo triángulo a Alfheim, Svartálfaheim y Midgard; y el tercer triángulo a Muspelheim, Niflheim y Helheim.
Además el Valknut establece un compromiso para «servir al dios supremo nórdico». También, significa el poder para provocar temor ante los adversarios. Es un símbolo muy habitual entre quienes se consideran luchadores y guerreros.

## Valknut y Odinismo
El valknut aparece como símbolo cercano al culto del dios Odín en diversas piedras rúnicas. Por ejemplo, suele aparecer la figura de Odín con su caballo Sleipnir en diversas runas acompañado de un valknut parecido a un trisquel. En este caso simbolizaría el poder de atar y desatar, mencionado en varios poemas y sagas; por otra parte Odín tenía poder de bloquear la mente de los hombres, para hacerlos indefensos en la batalla, procurar tensión por miedo y desparramar locura en la batalla.
Aunque es identificativo del culto a Odín, no se considera un símbolo magnánimo ya que los usuarios que mostraban el valknut en público, tenían tendencia a morir violentamente invocando su destino glorioso en el Valhalla.

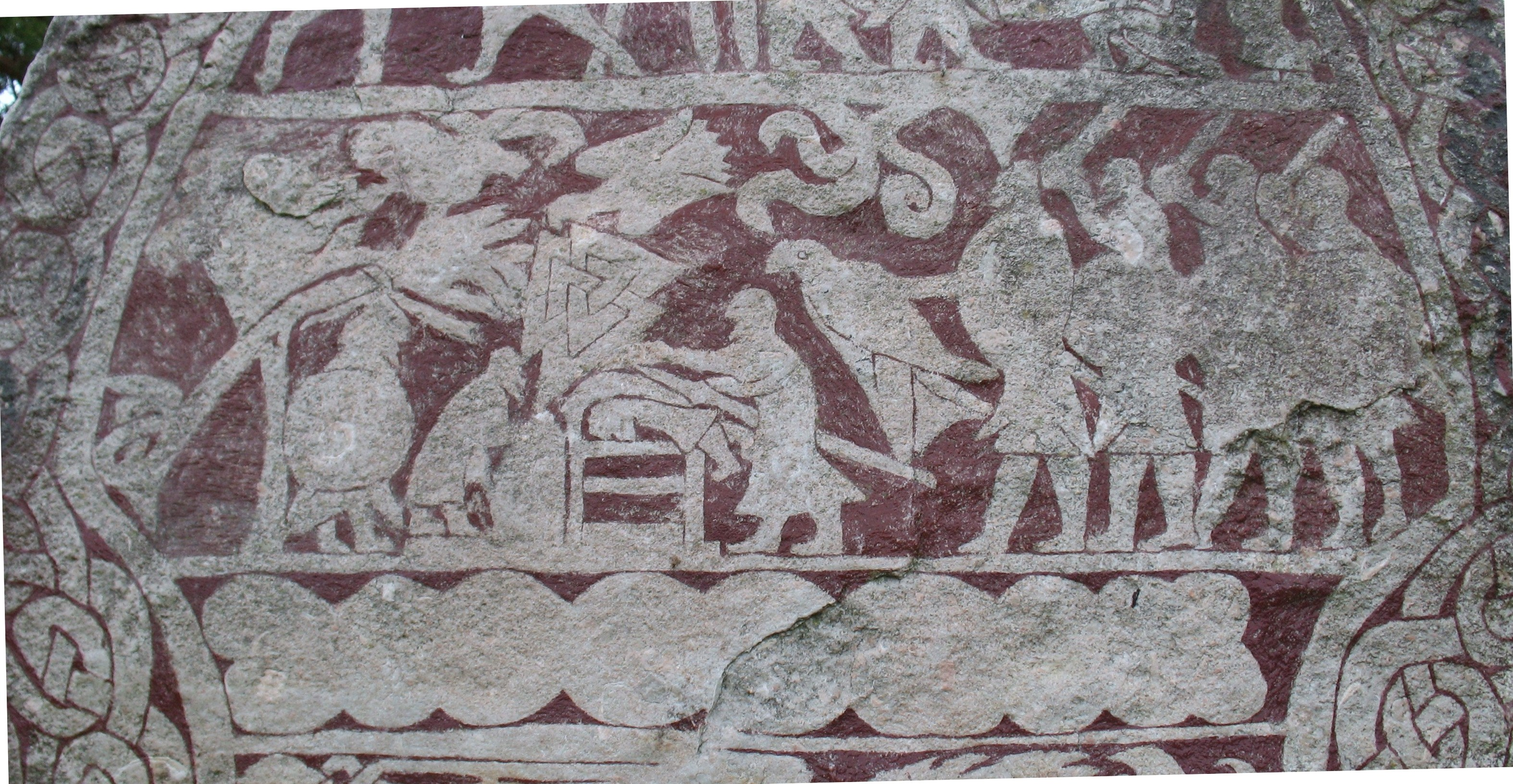
Imagen de sacrificio ritual en la piedra rúnica de Stora Hammars donde aparece el Valknut.

Debido al origen noruego para el símbolo, «valknuter», y el hecho que el símbolo aparece en piedras de imágenes con Odín y obsequios funerarios en el entierro del barco de Oseberg, posiblemente tuvo que ver con prácticas religiosas relacionadas con la muerte.

## Uso moderno
El valknut juega un rol en el neopaganismo germánico moderno con varias interpretaciones sobre su origen. Algunos grupos políticos de ideología nacionalsocialista han intentado monopolizar su uso, al margen del concepto religioso.
También varias bandas de viking metal y metal pagano como Amon Amarth, o de rock como los británicos The Brew hacen uso del valknut como icono propio. Por su parte, la banda rusa Walknut toma el propio nombre del símbolo.
En el videojuego SMITE el valknut es el emblema del panteón nórdico.